# Bahnhof Steinach (b Rothenburg o d Tauber)
Der Bahnhof Steinach (b Rothenburg o d Tauber) ist ein Knotenbahnhof im Gemeindeteil Steinach bei Rothenburg ob der Tauber der bayerischen Gemeinde Gallmersgarten. Er liegt an der Bahnstrecke Treuchtlingen–Würzburg und ist Ausgangspunkt der Strecken nach Bad Windsheim und nach Dombühl.

## Geschichte
Der Bahnhof Steinach wurde zwischen 1862 und Ende 1864 östlich des Dorfes Steinach an der Ens erbaut. Am 1. Juli 1864 wurde er zusammen mit dem Abschnitt Würzburg–Ansbach der Bahnstrecke Treuchtlingen–Würzburg eröffnet. Das östlich der Gleise liegende Empfangsgebäude aus Bruchstein als Typenbau nach Plänen des Architekten Sigmund Hofreiter wurde 1865 fertiggestellt. Der dreigeschossigen Mittelbau mit einem flachen Walmdach sowie Lisenen- und Gesimsgliederung wurden mit niedrigen Seitenflügel errichtet. Südlich entstand ein erdgeschossiger Anbau mit einem Flachsatteldach, der als Abortgebäude diente; nördlich eine langgezogene Güterabfertigungshalle mit Seiten- und Kopframpe sowie mit einem Satteldach mit beidseitig weit vorkragenden Schutzdächern. 1865 wurde südlich davon auch ein kleines zweigeschossiges Streckenwärterhaus mit Satteldach sowie in der Bahnhofstraße gegenüber des Empfangsgebäudes ein Gasthof errichtet.
Mit der im November 1873 eröffneten Vizinalbahn nach Rothenburg ob der Tauber wurden die Gleisanlage erweitert und ein neuer Außenbahnsteig errichtet. Für die im Jahr 1898 erfolgte Eröffnung der Strecke nach Windsheim wurde ein über einen Personentunnel angebundener Mittelbahnsteig errichtet.
In der Bahnhofstraße schräg gegenüber des Empfangsgebäudes errichtete die Königlich Bayerische Eisenbahndirektion Würzburg 1910 ein dreigeschossiges langgezogenes Dienstwohngebäude mit traufständigem Satteldach. Dazu gehörte ein kleines zweitüriges Nebengebäude.
Durch das Elektrifizierungsprogramm der Deutschen Bundesbahn wurde der Bahnhof zusammen mit der Strecke Treuchtlingen–Würzburg bis 1965 elektrifiziert.
1964 wurde im Bahnhof das Relaisstellwerk Sf der Bauform Sp Dr L30 in einem Anbau auf dem Hausbahnsteig in Betrieb genommen. Der dort tätige Fahrdienstleiter war ab 2003 zugleich Zugleiter für die Strecken nach Rothenburg ob der Tauber und nach Bad Windsheim. Ende 2018 wurde das Stellwerk durch ein elektronisches Stellwerk ersetzt, das vom elektronischen Stellwerk Würzburg-Heidingsfeld von der Steuerzentrale Würzburg Hbf aus ferngesteuert wird.
Mehrere Gebäude des Bahnhofs wurden als Baudenkmäler unter Denkmalschutz gestellt.

## Verkehr
Im Fernverkehr hielten in Steinach bereits seit dem 19. Jahrhundert einige Schnellzüge, danach Interregio- und seit 2003 Intercity-Züge. Im Fahrplanjahr 2024 hält täglich das Zugpaar Königssee von Hamburg-Altona nach Berchtesgaden.
Arverio Bayern bedient den Bahnhof mit einer, DB Regio Bayern mit zwei SPNV-Linien, die jeweils im Stundentakt verkehren. Auf dem RE 80 werden fünfteilige Siemens Desiro HC (Baureihe 2462) und dreiteilige Siemens Mireo (Baureihe 2463) eingesetzt.
2018 nutzten den Bahnhof werktags durchschnittlich zwischen 2500 und 5000 Ein- und Aussteiger.
| Linie | Linienverlauf | Taktfrequenz                                               |
| ----- | --- | ---------------------------------------------------------- |
| IC 26 | Königssee: Hamburg-Altona – Hamburg Hbf – Hannover Hbf – Kassel-Wilhelmshöhe – Fulda – Würzburg Hbf – Steinach (b Rothenburg) – Ansbach – Treuchtlingen – Augsburg Hbf – München Ost – Rosenheim – Berchtesgaden Hbf | ein Zugpaar täglich                                        |
| RE 80 | Würzburg Hbf – Ochsenfurt – Marktbreit – Steinach (b Rothenburg) – Ansbach – Treuchtlingen ( – Donauwörth – Augsburg Hbf – München Hbf)                                                                              | 60-Minuten-Takt 120-Minuten-Takt Treuchtlingen–München Hbf |
| RB81  | Neustadt (Aisch) Bahnhof – Dottenheim – Bad Windsheim – Burgbernheim – Steinach (b Rothenburg) | 60-Minuten-Takt                                            |
| RB82  | Steinach (b Rothenburg) – Hartershofen – Schweinsdorf – Rothenburg ob der Tauber | 60-Minuten-Takt                                            |

Der Bahnhof liegt im Verbundgebiet des Verkehrsverbund Großraum Nürnberg.